# Walter Corbet
Walter Samuel Corbett Watty Corbet (ur. 26 listopada 1888 w Wellington, Shropshire, zm. 23 listoapda 1960 w Birmingham) – angielski piłkarz występujący na pozycji lewego obrońcy, olimpijczyk z Londynu 1908.
Był członkiem kadry na igrzyskach olimpijskich 1908 w Londynie gdzie zdobył złoty medal.